# Mosca Mye
Mosca Mye è un personaggio letterario, protagonista del romanzo Volo nella notte.

## Storia
Nata a Cough, figlia di Quillam Mye. Rimasta orfana a otto anni rimase in affidamento agli zii Ponente e Vitigna fino all'età di dodici anni, quondo scappò da Cough insieme al poeta Eponymous Clent per rifugiarsi a Mandelion dove rimane invischiata in un mondo di intrighi tra Uccellatori, Fabbri, Rilegatori e radicali. Riuscirà a scongiurare una guerra civile e il libro finisce con lei e Clent in uscita da Mandelion per ricominciare una nuova vita fatta di avventura e bugie per sopravvivere.